# Christian Cœurveillé
Pas d'image ? Cliquez ici

a Compétitions nationales et continentales officielles uniquement.

b Matchs officiels uniquement.
Dernière mise à jour le 9 avril 2020.
Christian Cœurveillé est né le 26 mars 1968 à Rodez. C'est un ancien joueur français de rugby à XV qui a joué avec l'équipe de France en 1992, au Biarritz olympique (1993/2001), à Lourdes et avec le SU Agen(1988/1993), évoluant au poste de centre (1,81 m pour 85 kg).

## Carrière internationale
- Test match 1992 Argentine-France 12-27 le 9 juillet 1992
- Test match 1992 Argentine-France 9-33 le 11 juillet 1992[1]